# حسام البدری
حسام البدری (انگلیسی: Hossam El-Badry؛ زادهٔ ۱۸ مارس ۱۹۶۰) یک ورزشکار اهل مصر است.
از باشگاه‌هایی که در آن بازی کرده‌است می‌توان به باشگاه ورزشی الاهلی مصر و تیم ملی فوتبال مصر اشاره کرد.
وی همچنین در تیم‌های ملی فوتبال Egypt U-21 مصر بازی کرده‌است.